# D-Shake
D-Shake est le pseudonyme du producteur de musique électronique Aad De Mooy, dit LeBeau, originaire d'Amsterdam (Pays-Bas). Il s'est fait connaître avec le morceau Yaaah/Techno Trance, sorti chez Go Bang Records en 1990 en pleine vague acid house.